# Faircoop
FairCoop - це відкритий глобальний кооператив, який організовує себе через Інтернет, за межами та контролем національних держав. FairCoop прагне випустити альтернативну глобальну економічну систему на основі співпраці, етики, солідарності та справедливості в економічних відносинах.
FairCoop розпочався 17 вересня 2014 року, після декількох місяців активності у інтернет-мережі з різних областей альтернативної економіки. Залучені люди були Енрік Дюран з Каталонського інтегрального кооперативу (CIC), Мішель Баувенс з Фонду P2P та розробник біткойн Амір Така.
Основною метою FairCoop є перехід до нового світу, який може максимально скоротити економічні та соціальні розбіжності між людьми та одночасно сприяти створенню нових глобальних благ, доступних для всього людства у формі спільних інтересів.
FairCoop розуміє, що трансформація до справедливої грошової системи є ключовим елементом їхніх цілей. Саме тому FairCoop підтримує Faircoin як криптовалюту на основі своїх дій з перерозподілу ресурсів та побудови нової глобальної економічної системи.

## Історія
Наприкінці квітня 2014 Енрік Дюран, співзасновник концепції «інтегрованого кооперативу» і співзасновник CIC-Catalan Integral Cooperative, почав розробляти ідею, яка призвела до FairCoop. Після широкого дослідження світу криптовалют він вибрав Faircoin. Його характеристики, історія та можливість розробки проекту анонімно головною причиною для відродження цієї криптовалюти. Пізніше він розкрив свою ідентичність і поділився своїм планом з іншими членами команди розробників, щоб співпрацювати разом для Faircoin.
Між травнем, червнем та липнем 2014 року він поділився проектом з різними партнерами CIC, Фонду P2P, таких як Мішель Баувенс та Стакко Тронкосо, з розробником «Темної гаманця», як Амір Такі та Пол Мартін, а також з різними особами та ініціативами з усього світу, щоб стати групою промоутерів, яка дозволила запустити FairCoop 17 вересня 2014 року. Ця дата символічно збігається з днем у 2008 році, коли він розпочав кампанію «Ми можемо жити без капіталізму». Пізніше, у 2009 році, він просунув банківський страйк з більше ніж сто інформаційних центрів по всій іспанській державі. Створено мережі альтернативної економіки, а людям було запропоновано відмовитися від своїх банківських рахунків.

## Продуктивність та цілі
FairCoop є відкритим кооперативом на основі чотирьох ключових елементів, запропонованих Мішелем Баувенсом:
- Це кооператив за законами, орієнтованими на спільні інтереси
- Вона включає в себе модель уряду, яка включає всіх зацікавлених сторін
- Він активно співпрацює із створенням нематеріальних спільних товарів та матеріалів
- Вона соціально та політично організована на глобальній основі, навіть якщо вона виробляється на місцевому рівні

FairCoop поєднує в собі переваги нових децентралізованих технологій з етичними принципами та досвідом активістів та груп, які намагаються створити нову економічну систему на основі співпраці та економічної справедливості. Кооператив надає фінансові інструменти та послуги, призначені для створення та розподілу вільного спільного багатства.
У довгостроковій перспективі FairCoop прагне створити середовище для побудови нової соціально-економічної системи на основі децентралізованої співпраці, уникаючи потреби національних держав та центральних банків. У короткостроковій перспективі кооператив створює простір для реальної співпраці з проектами по всьому світу для людства в цілому.

## Запропонована економічна система
Однією з пріоритетних задач FairCoop є створення нової глобальної економічної системи на основі співпраці, етики, солідарності та справедливості в економічних відносинах.
Для цього він має наступні ресурси:
- Faircoin: Це криптовалюта з функцією збереження вартості. У довгостроковій перспективі вона прагне бути еталонними цінами.
- Fairfunds: фонди Faircoins для пожертвувань на різні типи проектів: The Global South Fund призначений для розширення можливостей місцевих проектів на різних рівнях, тоді як Commons Fund та Technological Infrastructure Fund призначені для глобальних проектів, що також може включати узгоджені мережі місцевих проектів, координуються у всьому світі.
- Fairsaving: це ресурс для етичних заощаджень, який повністю звільнений від центральної банківської системи та державного контролю, насамперед для тих членів, які є новачками в галузі безпеки гаманця.
- FairStarts: це мережа інкубаторів, яка допомагає розвивати транснаціональні, відкриті та спільні проекти, які працюють разом та спільній економіці однорідного виробництва.
- FairMarket: чи віртуальний ринок FairCoop, який дозволить всім членам FaiRCoop використовувати FairCredit і дозволить кожному користувачеві використовувати Faircoin для покупки товарів і послуг. Це ключовий проект, який працює під поняттям «відкритий кооператив». Перша альфа-тестова версія була запущена на Всесвітній день ярмарку торгівлі 2015 року.